# Patesko
Patesko, bürgerlicher Name Rodolfo Barteczko, (* 12. November 1910 in Curitiba; † 13. März 1988 in Rio de Janeiro) war ein brasilianischer Fußballspieler. Mit Brasilien wurde er Dritter bei der Weltmeisterschaft von 1938. Mit Nacional Montevideo gewann er die uruguayische Meisterschaft von 1933 und mit Botafogo die Meisterschaft von Rio 1935.

## Karriere
Patesko, ein schneller Linksaußen, entstammt einer polnischen Einwandererfamilie. Er spielte ursprünglich in seiner Geburtsstadt Curitiba, der Hauptstadt des südbrasilianischen Bundesstaates Paraná beim Palestra Itália FC, der später nach zwei Fusionen im heutigen Paraná Clube aufgehen sollte.
Nachdem er 1932 in der riograndenser Hauptstadt Porto Alegre für Grêmio Esportivo Força e Luz gespielt hatte, wechselte er 1932 nach Montevideo, um dort unter Trainer Ondino Viera für den dortigen Club Nacional de Football zu spielen. In der uruguayischen Meisterschaft 1933 war Nacional am Ende des Jahres punktgleich mit dem CA Peñarol auf Platz eins. Bei den drei Entscheidungsspielen um den Titel, wo Nacional den Titel gewann, die alle 1934 stattfanden, das letzte davon im November, war Patesko nicht dabei. Vermutlich trennten sich die Wege von Nacional und Patesko im Februar 1934. Von der Presse wurden im März und April bereits Vollzugsmeldungen über Wechsel zum SC Corinthians Paulista in São Paulo und CR Vasco da Gama in Rio abgedruckt, die aber beide nicht zustande kamen. Es wurde dabei gemunkelt, dass Patesko zeitweise gültige Verträge mit zwei Vereinen gehabt hätte. Er wurde schließlich vom brasilianischen Verband CBD unter Vertrag genommen, mit dessen Auswahl er an der Weltmeisterschaft 1934 in Italien teilnahm. Dort spielte er für die Seleção beim 1:3 Erstrunden-Aus gegen Spanien. Vor und nach dem Turnier bestritt er weitere Spiele für die Cebedenses.
Ende 1934 folgte schließlich ein Engagement beim Botafogo FC in Rio, wo er am 9. Dezember bei einem 1:1 in einem Freundschaftsspiel gegen Vasco da Gama seinen Einstand gab. Mit Botafogo gewann er sogleich die Meisterschaft von Rio de Janeiro von 1935. Er verblieb bis zu seinem Karriereende 1943 bei Botafogo, wenngleich er im September 1941 in einem Freundschaftsspiel auch für Atlético Mineiro antrat.
Er blieb weiterhin Stammspieler der Nationalmannschaft, mit der er bei der Südamerikameisterschaft 1937 Zweiter wurde. Bei der Weltmeisterschaft 1938 in Frankreich wurde er mit Brasilien Dritter. Es folgte noch ein dritter Platz bei der Südamerikameisterschaft 1942. Insgesamt absolvierte er 15 offizielle (sechs Tore) und 19 inoffizielle (sechs Tore) Länderspiele.
Nach seiner aktiven Laufbahn arbeitete Patesko in Rio de Janeiro im Hipódromo da Gávea, der Pferderennbahn der Stadt. Zu der Zeit hatte er den Kontakt zu seiner Familie, er war der Vater eines Sohnes, gänzlich abgebrochen.
Am Morgen des 13. März 1988 verstarb Patesko vereinsamt in einem Krankenhaus in Curicica, einem Stadtteil im Westen von Rio, an Tuberkulose. Durch einen Anruf eines Fans wurde sein ehemaliger Klub hierüber informiert. Der Vorstand des Vereins organisierte eine angemessene Bestattung des Idols des Klubs. Sein ehemaliger Mitspieler João Saldanha, in seiner späteren Karriere ein bedeutender Sportjournalist und vor der Weltmeisterschaft 1970 auch Nationaltrainer, sagte, dass er ein Fan von Patesko war.
Offizielle Länderspiele
- 27. Mai 1934 gegen Spanien, Ergebnis: 1:3 (Fußball-Weltmeisterschaft 1934)
- 3. Juni 1934 gegen Jugoslawien, Ergebnis: 4:8 (Freundschaftsspiel)
- 27. Dezember 1936 gegen Peru, Erbgebnis: 3:2 (Campeonato Sudamericano 1937)
- 3. Januar 1937 gegen Chile, Erbgebnis: 6:4 (Campeonato Sudamericano 1937) (2 Tore)
- 13. Januar 1937 gegen Paraguay, Erbgebnis: 5:0 (Campeonato Sudamericano 1937) (2 Tore)
- 19. Januar 1937 gegen Uruguay, Erbgebnis: 3:2 (Campeonato Sudamericano 1937)
- 30. Januar 1937 gegen Argentinien, Erbgebnis: 0:1 (Campeonato Sudamericano 1937)
- 1. Februar 1937 gegen Argentinien, Erbgebnis: 0:2 (Campeonato Sudamericano 1937)
- 27. Mai 1938 gegen Tschechoslowakei, Ergebnis: 2:1 (Fußball-Weltmeisterschaft 1938)
- 16. Juni 1938 gegen Italien, Ergebnis: 1:2 (Fußball-Weltmeisterschaft 1938)
- 19. Juni 1938 gegen Schweden, Ergebnis: 4:2 (Fußball-Weltmeisterschaft 1938)
- 14. Januar 1942 gegen Chile, Erbgebnis: 6:1 (Campeonato Sudamericano 1942) (2 Tore)
- 18. Januar 1942 gegen Argentinien, Erbgebnis: 1:1 (Campeonato Sudamericano 1942)
- 24. Januar 1942 gegen Uruguay, Erbgebnis: 0:1 (Campeonato Sudamericano 1942)
- 5. Februar 1942 gegen Paraguay, Erbgebnis: 1:1 (Campeonato Sudamericano 1942)

Inoffizielle Spiele
- 8. Juni 1934 gegen HŠK Građanski Zagreb, Ergebnis: 0:0
- 17. Juni 1934 gegen Katalanische Fußballauswahl, Ergebnis: 1:2
- 24. Juni 1934 gegen Katalanische Fußballauswahl, Ergebnis: 2:2
- 1. Juli 1934 gegen FC Barcelona, Ergebnis: 4:4
- 12. Juli 1934 gegen eine Auswahlmannschaft von Spielern des Belenenses Lissabon und Benfica Lissabon, Ergebnis: 4:2 (2 Tore)
- 15. Juli 1934 gegen Sporting Lissabon, Ergebnis: 6:1
- 22. Juli 1934 gegen FC Porto, Ergebnis: 0:0
- 7. September 1934 gegen Galícia EC, Ergebnis: 10:4
- 9. September 1934 gegen CA Ypiranga, Ergebnis: 5:1 (1 Tor)
- 13. September 1934 gegen EC Vitoria, Ergebnis: 2:1
- 16. September 1934 gegen EC Bahia, Ergebnis: 8:1
- 20. September 1934 gegen eine Auswahlmannschaft von Bahia, Ergebnis: 2:1
- 27. September 1934 gegen Sport Recife, Ergebnis: 5:4
- 30. September 1934 gegen Santa Cruz FC, Ergebnis: 3:1 (1 Tor)
- 4. Oktober 1934 gegen Náutico Capibaribe, Ergebnis: 8:3
- 7. Oktober 1934 gegen eine Auswahlmannschaft von Pernambuco, Ergebnis: 5:3 (1 Tor)
- 10. Oktober 1934 gegen Santa Cruz FC, Ergebnis: 2:3
- 13. Oktober 1934 gegen EC Bahia, Ergebnis: 5:1 (1 Tor)
- 16. Dezember 1934 gegen Palestra Itália, Ergebnis: 4:1

## Erfolge
- Weltmeisterschaft von 1934: Dritter Platz
- Uruguayischer Meister: 1933
- Meisterschaft von Rio de Janeiro: 1935